# Megachile bidentis
Megachile bidentis är en biart som beskrevs av Cockerell 1896. Megachile bidentis ingår i släktet tapetserarbin, och familjen buksamlarbin. Inga underarter finns listade i Catalogue of Life.